# Sic
Sic, latin för "så" (fullständigt sic erat scriptum, "så skrivet"), är en textkommentar som bekräftar något som är osannolikt eller till synes felaktigt. Det kan till exempel användas i citat för att upplysa om att stavfel, grammatikfel eller liknande härstammar från källan. Det vill säga, att det inte är den som citerar som har gjort felet, utan att felstavningen är exakt återgiven från originalkällan. Uttrycket sätts vanligtvis inom hakparentes; [sic], och ofta kursiverat och följt av ett utropstecken: [sic!]. Sic används även av läkare vid receptförskrivning då de i särskilda fall ger en avvikande ordination, som exempelvis en högre dos än den normala eller förskrivning på en icke godkänd indikation.
Vill man använda ett mer svenskt skrivsätt anser Språkrådet att det i stället går bra att skriva [så!] eller bara [!]. Ibland ser man även (!), det vill säga med vanliga parenteser och ingen kursivering.